# بنی هلال (مراکش)
بنی هلال (به فرانسوی: Bni Hilal) یک شهرک در مراکش است که در استان سیدی بنور واقع شده‌است. بنی هلال ۱۷٬۲۸۸ نفر جمعیت دارد.